# Дитрихщайн (род)
Дитрихщайн (на немски: Dietrichstein) е австрийски благороднически род от Каринтия. Споменат е за пръв път в документ през 1002 г. и от 1864 г. изчезва по мъжка линия. Резденция е замък Дитрихщайн при Фелдкирхен в Каринтия. През 1624 г. клонът Николсбург е издигнат на имперски княз.

## Известни
- Рупрехт фон Дитрихщайн (* ок. 1008; † 1064)
- Рудолф фон Дитрихщайн († 1320)[1]
- Панкрац фон Дитрихщайн (1446 – 1508), получава от Максимилиан I 1506 г. службата „наследствен мундшенк“ в Каринтия
- Зигмунд фон Дитрихщайн (1484 – 1533), в свитата на император Максимилиан I
- Леонард фон Дитрихщайн на Вайхселщет († сл. 1559), женен за Луция (фон Линдек)[2]
- Зигмунд Георг фон Дитрихщайн (* 20 септември 1526; † 25 юли 1593), женен на 6 май 1554 г. за Анна фон Щархемберг (* 26 април 1537; † 26 април 1597)[3]
- Зигмунд фон Дитрихщайн в Холенбург (* 19 март 1484; † 19 май 1533), женен ок. 22 юли 1515 г. за Барбара фон Ротал, дъщеря на Максимилиан I фон Хабсбург (* 29 юни 1500; † 31 март 1550)
- Адам фон Дитрихщайн (* 9 октомври 1527; † 5 януари 1590), дворцов майстор на Рудолф II, получава от Максимилиан II 1575 г. господството Николсбург (Микулов) в Моравия[4]
- Зигмунд (II) фон Дитрихщайн (* 1560; † 1602), граф на Дитрихщайн, фрайхер фон Холенбург, син на Адам, женен I. ок. 1584, II. на 4 януари 1594 г. за Йохана фон дер Лайтер, наследничка на Амеранг (* 2 май 1574; † 17 август 1649)
- Франц Сераф фон Дитрихщайн (* 22 август 1570; † 19 септември 1636), син на Адам, епископ на Оломоуц 26 май 1599, кардинал 3 май 1599, имперски княз във Виена на 16 март 1622 г.
- Максимилиан фон Дитрихщайн цу Николсбург (* 27 юни 1596; † 6 ноември 1655), син на граф Зигмунд/Зигизмунд, 2. (1.) княз на 24 март 1631 г., женен на 23 април 1618 г. за София Агнес фон Мансфелд-Фордерорт-Борнщет (* 1619; † 20 януари 1677)
- Фердинанд Йозеф фон Дитрихщайн-Николсбург (* 1628/1636; † 1 декември 1698), 3. (2.) княз на Дитрихщайн, женен в Грац 1656 г. за графиня Мария Елизабет фон Егенберг (* 26 септември 1640; † 19 май 1715)
  - Ердмунда Мария фон Дитрихщайн-Николсбург (* 17 април 1662; † 16 март 1737), омъжена 1681 г. за княз Йохан Адам I Андреас фон Лихтенщайн († 1712)
- Леополд Игнац Йозеф (* 16 август 1660; † 13 юли 1708; 4. (3.) княз на Дитрихщайн, женен на 13 юли 1687 г. за графиня Мария Годофреда Доротея фон Салм (* 29 септември 1667; † 19 януари 1732)
- Валтер Франц Ксавер Антон (* 18 септември 1664; † 3 ноември 1738), 5. (4.) княз на Дитрихщайн, женен два пъти
- Якоб Антон (* 24 юли 1678; † 15 май 1721), граф
- Карл Максимилиан Филип Франц Ксавер фон Дитрихщайн-Прозкау-Лесли (* 28 април 1702; † 24 октомври 1784 в Моравия), 6. (5.) княз на Дитрихщайн, децата му имат титлата „фон Дитрихщайн-Прошков/Прозкау“
- Карл Йохан Баптист Валтер Зигисмунд Ернест Непомук Алоис (* 27 юни 1728; † 25 май 1808), 7. (6.) княз на Дитрихщайн, женен два пъти
- Франц Зераф Йозеф Карл Йохан Непомук Квирин (* 28 април 1767; † 10 юли 1854), 8. княз на Дитрихщайн цу Николсбург, женен 1797 г. за Александра Андрейевна Шувалова (* 19 декември 1775; † 10 ноември 1845)
- Йозеф Франц (* 28 март 1798; † 10 юли 1858), 9. княз на Дитрихщайн
- Мориц Йохан Непомук (* 19 февруари 1775; † 29 август 1864), княз на Дитрихщайн
- Андреас Якоб фон Дитрихщайн (1689 – 1753), княз-епископ на Залцбург от 1747